# Die Theorie von Allem
Die Theorie von Allem è un film del 2023 diretto da Timm Kröger.

## Trama
1962. Johannes partecipa a un convegno di fisica in un hotel tra le Alpi svizzere col suo relatore di dottorato. Si attende con impazienza l'intervento rivoluzionario di uno scienziato iraniano sul tema della meccanica quantistica, ma lui e la sua chiacchierata "teoria del tutto" tardano a farsi vedere. Mentre gli invitati cercano di ingannare l'attesa con cene eleganti e gite sugli sci, Johannes fa la conoscenza della pianista Karin, una misteriosa donna che sembra conoscerlo molto bene. Quando un fisico tedesco viene ritrovato morto, fa la sua comparsa nel cielo un'inconsueta formazione di nuvole e Karin scompare senza lasciare traccia, Johannes comincia a credere che la soluzione a tutti questi enigmi possa celarsi nelle profondità della montagna.

## Promozione
Il trailer del film è stato diffuso online il 25 luglio 2023.

## Distribuzione
Il film è stato presentato in anteprima il 3 settembre 2023 in concorso alla 80ª Mostra internazionale d'arte cinematografica di Venezia. Sarà distribuito nelle sale cinematografiche tedesche a partire dal 26 ottobre 2023. In Italia viene distribuito nel marzo 2025 con il titolo The Universal Theory.

## Riconoscimenti
- 2023 - Mostra internazionale d'arte cinematografica
  - In concorso per il Leone d'oro